# Colorama (Kodak)
Der Begriff Colorama bezeichnet ein hintergrundbeleuchtetes Bild. Erfunden wurden Coloramas von der Firma Eastman Kodak. Diese stellte Coloramas erstmals in der Schalterhalle der Grand Central Station in New York aus. Sie wurden bekannt als „die größten Fotografien der Welt“. Ihre Größe betrug ca. 6 m in der Höhe und 18 m in der Breite.
Insgesamt wurden, von 1950 bis 1990, 565 Coloramas in der Grand Central Station ausgestellt. Darunter waren Fotografien von Ansel Adams, Ernst Haas und Eliot Porter.
Die Bilder stellten, insbesondere in den 1950ern und 1960ern, ein Amerikabild der klassischen amerikanischen Werte und des typischen „American Way of Life“ dar. Typische Motive waren die amerikanische Familie, Urlaub, Reisen und Sport.
Die Coloramas gelten als größtes Marketingprojekt der Firma Kodak. Die Herstellung der Bilder war überaus aufwendig, da sie wegen der Größe aus mehreren Einzelfotografien zusammengesetzt und in Form einer Vielzahl einzeln entwickelter und danach zusammengeklebter Teile montiert werden mussten. Das Ergebnis sollte jedoch immer so wirken, als seien sie einfach als Schnappschuss entstanden. Adolph Stuber, Vizepräsident der Bereiche Marketing und Verkauf: „Jeder der ein Colorama sieht, muss sich vorstellen können, selbst so ein wunderschönes Bild zu schießen.“